# Hylaeus subplebeius
Hylaeus subplebeius är en biart som först beskrevs av Cockerell 1905.  Hylaeus subplebeius ingår i släktet citronbin, och familjen korttungebin. Inga underarter finns listade i Catalogue of Life.